# فرودگاه وادسو
فرودگاه وادسو (به انگلیسی: Vadsø Airport) یک فرودگاه همگانی با کد یاتا VDS است که یک باند فرود آسفالت دارد و طول باند آن ۸۷۷ متر است. این فرودگاه در کشور نروژ قرار دارد و در ارتفاع ۳۹ متری از سطح دریا واقع شده است.

## شرکت‌های هواپیمایی و مقصدهای پروازی
| شرکت‌های هواپیمایی | مقصدهای پروازی                                      |
| ----------------- | --------------------------------------------------- |
| ویدروئه           | آلتا، بتسفیورد، مهامن، کرکنس، ترومسا، سوارتنس واردو |